# Espírito Santo Financial Group
Banco Espirito Santo Financial Group — португальская финансовая компания. Штаб-квартира компании расположена в Люксембурге, основанная в 1984 году. Компания представляет интересы португальского Espirito Santo Group, которая имеет крупные активы и инвестиции во всем мире.
Компания зарегистрирована на NYSE Euronext и Лондонской фондовой бирже. Флагман ESFG — это Banco Espírito Santo (BES), банк с полным спектром услуг, со штаб-квартирой в Лиссабоне. Кроме того банк активно представлен в португалоговорящих странах. Через свои дочерние предприятия ESFG предоставляет ряд банковских услуг, оператором которых является в Banco Espirito Santo.
В дополнение к Banco Espirito Santo в Португалии, на Азорских островах и Мадейре, BES имеет филиалы в Луанде, а также филиалы или отделения в Сан-Паулу, Прае, Мадриде, Лондоне, Франкфурте, Париже, Варшаве, Лозанне, Макао, Панаме, Дубае, Майами, Нью-Йорке, Каракасе и на Каймановых островах.
В мае 2014 года были раскрыты серьёзные финансовые нарушения в работе Banco Espírito Santo, заказчиком внешнего аудита выступил Банк Португалии. В ходе расследования выяснилось, что ESFG владела 25 % акций Banco Espírito Santo, а Espírito Santo International принадлежала 49 % ESFG. И компании целенаправленно вели банк к банкротству. Правительство Португалии и крупнейший банк Португалии — Caixa Geral de Depósitos отказали в финансовой помощи банковской группе. Долгое время занимавший пост исполнительного директора группы Рикардо Сальгадо, подал в отставку в июле 2014 года под давлением Банка Португалии.
В этот сложный момент группе ESFG припомнили ряд коррупционных скандалов, а также разбирательства, связанные со схемами по уходу от налогов. В частности, в СМИ фигурировали истории о взятках при приобретении подводных лодок и скандал с Panama Papers.
Возможность банкротства финансовой группы вызвала большую обеспокоенность среди кредиторов.11 июля 2014 года Banco Espírito Santo, частично принадлежащая ESFG, сообщила, что его обязательства на 2,1 млрд евро превышает нормативный минимум.
18 июля 2014 года холдинговая компания семьи Эспириту-Санту, которой принадлежит доля во втором по величине банке Португалии, подала заявление о защите кредитора, что означало банкротство финансовой группы ESFG.